# Довгаль Оксана Володимирівна
Оксана Володимирівна Довгаль (нар. 20 квітня 1975, с. Лешнів, Україна) — українська письменниця, педагог.

## Життєпис
Оксана Довгаль народилася 20 квітня 1975 року в селі Лешнів Бродівського району Львівської области України.
Закінчила Підкамінську середню школу (1990), Бродівське педагогічне училище (1994), філологічному факультеті Львівського університету імені Івана Франка (2000, спеціальність — філолог, викладач української мови та літератури).
Працювала:
- педагогинею Підкамінської (1994—1998) та Великоглібовицької (1998—1999) середньої школи;
- літредактором «Львівської газети» (2003—2004, за сумісництвом);
- методистом кафедри гуманітарної освіти Львівського обласного інституту післядипломної педагогічної освіти (2005—2010, за сумісництвом).

З 2000 року — педагогиня Бібрської загальноосвітньої школи.
З 2004 року — екзаменатор ЗНО при ЛРЦОЯО.
З 2019 року — заступник міського голови з гуманітарних питань Бібрської міської ради.

## Доробок
Авторка книг
- «Запиши мої сни. Розмаїті історії» (2016)
- «Розмаїті історії Малого Міста» (2017)

Співавторка літературно-художнього видання «Уляна Кравченко: життя фрагменти» (Львів, 2015).

## Громадська діяльність
Займається краєзнавчими розвідками й популяризує історію рідного краю.

## Відзнаки
- «Трава, що росте крізь кістки» потрапила у короткий список Всеукраїнського літературного конкурсу імені Івана Чендея у номінації «Доросла проза»[2].
- Друга премія ІІІ Міжнародного літературного конкурсу рукописів прози на найкращу книжку року «Крилатий лев» і спеціальна відзнака часопису «Дзвін» за збірку оповідань «Розмаїті історії Малого Міста» (2018)[3].